# Оніпко Олена Анатоліївна
Оле́на Анато́ліївна Оні́пко (нар. 20 травня 1977, Полтава) — українська волейболістка, гравець 2-го темпу. Майстер спорту України міжнародного класу.

## Із біографії
У команді «Джінестра» з 1996 року (раніше грала у м. Біла Церква). Після закінчення сезону 2001—2002 років перейшла грати за кордон («Ріом», Франція). У 2004 році повернулася у «Дженестру». Восени 2005 року знову поїхала грати за кордон.
Гравець національної збірної України.
Чемпіонка України (2001, 2002), срібний призер чемпіонату України (2000, 2005), бронзовий призер чемпіонату України (1997, 1999), володар Кубка України (2001, 2002), бронзовий призер Кубка Топ-команд Європи (2001).
Володіє потужною силовою подачею, добре приймає удари на задній лінії, ефективно грає на блоці.
Освіта вища (закінчила інститут фізкультури).

## Клуби
| Роки      | Команди                 |
| --------- | ----------------------- |
| 1996—2002 | «Джінестра» (Одеса)     |
| 2002—2004 | «Ріом» (Овернь)         |
| 2004—2005 | «Джінестра» (Одеса)     |
| 2005—2007 | «Тюрк Телеком» (Анкара) |
| 2007—2008 | «Маркопулон»            |
| 2008—2009 | «Ілбанк» (Анкара)       |